# Erling Norvik
Erling Norvik (ur. 9 kwietnia 1928 w Vadsø, zm. 31 grudnia 1998 w Oslo) – norweski polityk i dziennikarz, dwukrotny przewodniczący partii Høyre, deputowany.

## Życiorys
Syn polityka Erlinga Johannesa Norvika. Ukończył szkołę średnią o profilu handlowym, pracował zawodowo jako dziennikarz prasowy. Zaangażował się w działalność polityczną w ramach konserwatystów. Był radnym w Vadsø (1955–1959) i w Hammerfest (1959–1963). W latach 1961–1973 przez trzy kadencje sprawował mandat deputowanego do Stortingu. Od 1970 do 1972 był pierwszym wiceprzewodniczącym, a w latach 1971–1974 sekretarzem generalnym Høyre. Później dwukrotnie zajmował stanowisko przewodniczącego tej partii (1974–1980, 1984–1986). Od października 1981 do sierpnia 1984 sprawował urząd sekretarza stanu w kancelarii premiera. W latach 1986–1998 pełnił funkcję gubernatora okręgu Østfold.